# Петров, Александр Михайлович (ректор)
Александр Михайлович Петров (19 сентября 1966, селе Борское Куйбышевской области, РСФСР, СССР — 1 марта 2020, Самара) — российский учёный, политический деятель, ректор Самарского государственного аграрного университета, кандидат технических наук, профессор. Член Генерального совета политической партии «Единая Россия», депутат Думы городского округа Кинель трёх созывов, с 2015 года — председатель Думы городского округа Кинель.

## Биография
В 1988 году получил высшее образование по специальности механизация сельского хозяйства в Куйбышевском сельскохозяйственном институте. Во время учёбы в институте занимался комсомольской работой, был комсоргом, секретарём комитета комсомола Куйбышевского сельскохозяйственного института. В 1994 году окончил аспирантуру Саратовского института механизации сельского хозяйства им. М. И. Калинина и защитил диссертацию кандидата технических наук.
С 1995 по 2003 год работал заместителем декана инженерного факультета, с 2003 по 2013 год — проректор по учебной работе Самарской государственной сельскохозяйственной академии. В 2007 году присвоено учёное звание профессор.
В 2008 году избран депутатом Думы городского округа Кинель четвёртого созыва, в 2010 году избран повторно, в 2015 году избран в третий раз депутатом Думы городского округа Кинель шестого созыва, с 2015 года — Председатель Думы городского округа Кинель четвёртого созыва.
С 2013 года — ректор Самарской государственной сельскохозяйственной академии (в 2019 году переименована в Самарский государственный аграрный университет).
Является членом Генерального совета партии «Единая Россия».

## Научная деятельность
Петров получил звание доцента на кафедре теоретической механики и черчения, затем занимался разработкой сельскохозяйственных машин, в частности совершенствованием высевающих систем посевных машин.

## Награды и звания
- Неоднократно награждался грамотами Министерства сельского хозяйства РФ[4]
- Почётный работник высшего профессионального образования[4]